# Yubitsume

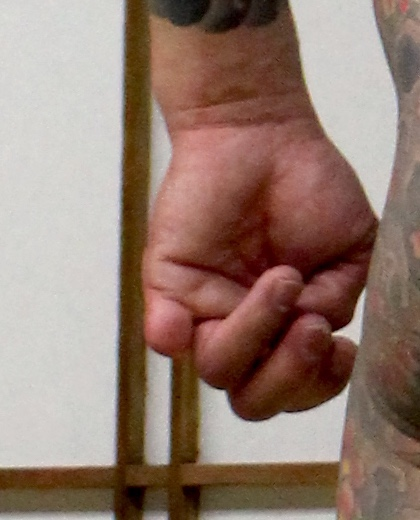
Beispiel eines amputierten Fingergliedes, 2015

Yubitsume (jap. 指詰め, dt. „Fingerverkürzung“), auch yubi o tobasu genannt, beschreibt ein Ritual in der japanischen Kultur, welches zum Zwecke der Abbitte und Wiedergutmachung gegenüber jemandem, der vom Ausführenden beleidigt wurde, vollzogen wird. Dabei handelt es sich um die rituelle Selbstamputation des kleinen Fingers oder eines Gliedes davon.
Yubitsume war nahezu ausschließlich auf die Kreise der Yakuza beschränkt, wird jedoch immer seltener und ist mittlerweile zunehmend durch die Zahlung hoher Strafbeträge ersetzt worden.

## Herkunft
Man ist der Meinung, dass das Yubitsume auf die Gesellschaft der Bakuto, einer Art Vorgängerorganisation der Yakuza, zurückzuführen ist. Wenn dort eine Person ihre Spielschuld nicht begleichen konnte, dann wurde der Verlust des kleinen Fingers als gleichwertiger Ersatz betrachtet.
Der Grund hierfür ist in der japanischen Schwertkunst zu finden, da dort der kleine Finger für den festen Griff am Schwertheft sorgt – jemand ohne ihn wäre nicht mehr in der Lage gewesen, sein Schwert ordnungsgemäß zu greifen, und somit im Kampf benachteiligt und mehr auf den Schutz eines Höheren angewiesen.

## Durchführung
Um Yubitsume zu vollstrecken, wird der eigene (meistens linke) kleine Finger mit der Handflächenseite nach unten auf ein sauberes Tuch gelegt. Nun wird vom Besitzer selbst mit einem scharfen Messer, beispielsweise einem Tantō, der Finger abgehackt, wobei der Schnitt je nach Ausmaß der Beleidigung entweder bereits direkt oberhalb des Fingerknöchels gemacht wird oder nur das vorderste Fingerglied alleine amputiert wird. Anschließend wird der abgetrennte Teil in das Tuch gewickelt und mit gebührender Ehrfurcht an den Anführer (Oyabun) des Betroffenen überreicht.
Bei späteren Beleidigungen und Vergehen wird das nächste Fingerglied amputiert; sollte der kleine Finger auf einer Hand bereits vollständig fehlen, kann man mit dem kleinen Finger der anderen Hand fortfahren, oder dem Ringfinger auf der linken Hand das oberste Glied amputieren. Aus praktischen Gründen werden zuerst auch oft mehrere der obersten Fingerglieder amputiert, um die Funktionalität der Hand zu erhalten. Während früher die Verwendung von traditionellen Kurzschwertern, den Tantōs üblich war, wurden später eher Hammer und Meißel genutzt. Mittlerweile wird diese Art der rituellen Selbstverstümmelung oft durch eine Geldstrafe ersetzt.

## Fingerprothesen
Manchmal wird einem ehemaligen Yakuza bei Austritt Yubitsume vorgeschrieben; viele Mitglieder (ob aktiv oder nicht mehr) tragen daher Fingerprothesen, um in ihrem bürgerlichen Leben nicht aufzufallen und auf Ablehnung zu stoßen. Die Wachsprothesen werden so lebensecht wie möglich gestaltet und kosten rund 2.500 Euro. Wenn das fehlende Fingerglied behaart war, so werden Haare aus den anderen Fingern des Kunden für die Prothese genutzt, damit diese so authentisch wie möglich wirkt. Ein Prothesenmacher bestätigt, dass er ein Fingerglied innerhalb von fünf Arbeitsstunden, nachdem er den Abdruck genommen hat, fertig stellen kann.

## Yubitsume in der Populärkultur
Yubitsume in der Literatur:
- Im Roman Neuromancer von William Gibson, 1984
- Im Roman Kamikaze des kanadischen Autors Michael Slade, 2006

Yubitsume wird oftmals in japanischen Yakuza-eiga (Yakuza-Filmen) dargestellt sowie u. a. in folgenden westlichen Filmen und Serien:
Präsenz in Spielfilmen
- The Yakuza von Sydney Pollack, 1974
- Black Rain von Ridley Scott, 1989
- The Outsider von Martin Zandvliet, 2018

Präsenz in TV-Serien
- Miami Vice „The Rising Sun of Death“ (USA, Staffel 4, Episode 9), 1987
- The Man in the High Castle (USA, Staffel 4, Episode 10), 2019
- Pflicht und Schande (GB, Staffel 1, Episoden 4 & 8), 2019
- Tokyo Vice (USA, Staffel 1, mehrere Folgen), 2022
- Elementary „Ein Fingerzeig“ (USA, Staffel 6, Episode 6), 2013

In Spielen:

- In der Yakuza-Spielreihe von Sega kommt es auch häufiger zur Ausübung des Yubitsume, etwa in dem im Jahre 2020 erschienenen Spiel Yakuza: Like a Dragon oder zuvor in Yakuza 0.
- Mittlerweile gibt es auch das Würfelspiel Yubitsume, bei dem jede Verfehlung einen Finger kostet.[4]